# أوقستو فرنانديز
أوقستو فرنانديز (بالإسبانية: Augusto Fernández)‏ (و. 1997  م) هو رياضي، ومتسابق دراجات نارية إسباني، ولد في مدريد.

## روابط خارجية
- أوقستو فرنانديز على موقع MotoGP.com (الإنجليزية)
- أوقستو فرنانديز على موقع WorldSBK.com (الإنجليزية)
- أوقستو فرنانديز على موقع AS.com (الإسبانية)